# Liga LEB Oro 2014-2015
La Liga LEB Oro 2014-2015 è stata la 59ª edizione della seconda divisione spagnola di pallacanestro maschile. L'8ª edizione con il nome LEB Oro.

## Squadre partecipanti
| Squadra                              | Città                | Regione          |
| ------------------------------------ | -------------------- | ---------------- |
| Club Melilla Baloncesto              | Melilla              | Melilla          |
| Ribeira Sacra Breogán Lugo           | Lugo                 | Galizia          |
| Ford Burgos                          | Burgos               | Castiglia e León |
| Quesos Cerrato Palencia              | Palencia             | Castiglia e León |
| Peñas Huesca                         | Huesca               | Aragona          |
| Planasa Navarra                      | Pamplona             | Navarra          |
| Actel Força Lleida                   | Lleida               | Catalogna        |
| Cocinas.com                          | Logroño              | La Rioja         |
| MyWigo Valladolid                    | Valladolid           | Castiglia e León |
| Club Ourense Baloncesto              | Ourense              | Galizia          |
| Leyma Básquet Coruña                 | La Coruña            | Galizia          |
| Unión Financiera Baloncesto Oviedo   | Oviedo               | Asturie          |
| Instituto Fertilidad Clínicas Rincón | Malaga               | Andalusia        |
| Club Bàsquet Prat                    | El Prat de Llobregat | Catalogna        |
| Palma Air Europa                     | Palma di Maiorca     | Baleari          |

## Classifica finale
| #  | Teams                                | P  | V  | P  | PF   | PS   | Pt | Qualificate   |
| -- | ------------------------------------ | -- | -- | -- | ---- | ---- | -- | ------------- |
| 1  | Ford Burgos                          | 28 | 22 | 6  | 2283 | 1875 | 50 | Promozione    |
| 2  | Club Ourense Baloncesto              | 28 | 20 | 8  | 2163 | 1897 | 48 | Playoff       |
| 3  | Ribeira Sacra Breogán Lugo           | 28 | 20 | 8  | 2110 | 2028 | 48 | Playoff       |
| 4  | MyWigo Valladolid                    | 28 | 19 | 9  | 2053 | 1819 | 47 | Playoff       |
| 5  | Palma Air Europa                     | 28 | 16 | 12 | 2110 | 2077 | 44 | Playoff       |
| 6  | Força Lleida                         | 28 | 16 | 12 | 1897 | 2035 | 44 | Playoff       |
| 7  | Planasa Navarra                      | 28 | 15 | 13 | 1942 | 1965 | 43 | Playoff       |
| 8  | Quesos Cerrato Palencia              | 28 | 14 | 14 | 2027 | 1901 | 42 | Playoff       |
| 9  | Club Melilla Baloncesto              | 28 | 13 | 15 | 2030 | 2053 | 41 | Playoff       |
| 10 | Leyma Básquet Coruña                 | 28 | 12 | 16 | 1928 | 1996 | 40 |               |
| 11 | Unión Financiera Baloncesto Oviedo   | 28 | 11 | 17 | 2108 | 2198 | 39 |               |
| 12 | Peñas Huesca                         | 28 | 9  | 19 | 2026 | 2160 | 37 |               |
| 13 | Cocinas.com                          | 28 | 9  | 19 | 2034 | 2202 | 37 |               |
| 14 | Instituto Fertilidad Clínicas Rincón | 28 | 9  | 19 | 1859 | 2128 | 37 |               |
| 15 | Club Bàsquet Prat                    | 28 | 5  | 23 | 1904 | 2091 | 33 | Retrocessione |

## Copa Princesa de Asturias
Alla fine del girone di andata, le prime due squadre classificate si sfidano per la Copa Princesa de Asturias in casa della vincitrice del girone di andata. Il vincitore della coppa giocherà gli eventuali play-off con il miglior posizionamento se terminerà la stagione tra la seconda e la quinta posizione. La Coppa è stata disputata il 30 gennaio. 

### Squadre qualificate
| # | Squadre                    | G  | V  | P | PF   | PS   | Pt |
| - | -------------------------- | -- | -- | - | ---- | ---- | -- |
| 1 | Quesos Cerrato Palencia    | 14 | 10 | 4 | 1036 | 875  | 24 |
| 2 | Ribeira Sacra Breogán Lugo | 14 | 10 | 4 | 1046 | 1008 | 24 |

### Partita
| Arbitri: | Morales Ruiz Vázquez García Zamorano Sánchez |

|                                                                                                   |            | |
| Forcada 19                                                                                        | Punti      | 16 López Alcañiz                                                                                                |
| Forcada 7                                                                                         | Assist     | 4 López Alcañiz                                                                                                 |
| Arteaga 12                                                                                        | Rimbalzi   | 11 McGhee |
| 6 Justo• 10 Otegui• 12 Arteaga• 13 Forcada• 14 McDowell 9 Rodríguez• 19 Llado• 20 Hampl• 22 Gantt | Formazioni | 9 López Alcañiz• 13 Matulionis• 15 López• 16 McGhee• 22 van Wijk 6 Mortellaro• 8 Llorca• 14 Sánchez• 35 Edwards |
| Natxo Lezkano                                                                                     | Allenatori | Lisardo Gómez                                                                                                   |

## Play-off
|  | Quarti di finale | Quarti di finale | Quarti di finale | Quarti di finale | Quarti di finale |    |         | Semifinali | Semifinali | Semifinali | Semifinali | Semifinali | Semifinali | Semifinali |  |  | Finale | Finale  | Finale | Finale | Finale | Finale | Finale |
|  |                  |                  |                  |                  |                  |    |         |            |            |            |            |            |            |            |  |  |        |         |        |        |        |        |        |
|  | 2                | Ourense          | 86               | 81               |                  |    |         |            |            |            |            |            |            |            |  |  |        |         |        |        |        |        |        |
|  | 9                | Melilla          | 84               | 77               |                  |    |         |            |            |            |            |            |            |            |  |  |        |         |        |        |        |        |        |
|  | 9                | Melilla          | 84               | 77               |                  | 2  | Ourense | 75         | 83         | 77         |            |            |            |            |  |  |        |         |        |        |        |        |        |
|  |                  |                  |                  |                  |                  | 2  | Ourense | 75         | 83         | 77         |            |            |            |            |  |  |        |         |        |        |        |        |        |
|  |                  | 6                | Força Lleida     | 61               | 81               | 59 |         |            |            |            |            |            |            |            |  |  |        |         |        |        |        |        |        |
|  | 5                | 6                | Força Lleida     | 61               | 81               | 59 | Palma   | 52         | 74         |            |            |            |            |            |  |  |        |         |        |        |        |        |        |
|  | 5                |                  |                  |                  |                  |    | Palma   | 52         | 74         |            |            |            |            |            |  |  |        |         |        |        |        |        |        |
|  | 6                | Força Lleida     | 73               | 89               |                  |    |         |            |            |            |            |            |            |            |  |  |        |         |        |        |        |        |        |
|  |                  |                  |                  |                  |                  |    |         |            |            |            |            |            |            |            |  |  | 2      | Ourense | 83     | 68     | 73     | 73     | 91     |
|  |                  |                  | 3                | Breogán          | 52               | 77 | 81      | 69         | 65         |            |            |            |            |            |  |  |        |         |        |        |        |        |        |
|  | 3                | Breogán          | 91               | 66               | 88               |    |         |            |            |            |            |            |            |            |  |  |        |         |        |        |        |        |        |
|  | 8                | Palencia         | 75               | 81               | 86               |    |         |            |            |            |            |            |            |            |  |  |        |         |        |        |        |        |        |
|  | 8                | Palencia         | 75               | 81               | 86               |    | 3       | Breogán    | 80         | 73         | 85         | 86         |            |            |  |  |        |         |        |        |        |        |        |
|  |                  |                  |                  |                  |                  |    | 3       | Breogán    | 80         | 73         | 85         | 86         |            |            |  |  |        |         |        |        |        |        |        |
|  |                  | 4                | Valladolid       | 65               | 76               | 77 | 76      |            |            |            |            |            |            |            |  |  |        |         |        |        |        |        |        |
|  | 4                | 4                | Valladolid       | 65               | 76               | 77 | 76      | Valladolid | 68         | 74         |            |            |            |            |  |  |        |         |        |        |        |        |        |
|  | 4                |                  |                  |                  |                  |    |         | Valladolid | 68         | 74         |            |            |            |            |  |  |        |         |        |        |        |        |        |
|  | 7                | Navarra          | 63               | 73               |                  |    |         |            |            |            |            |            |            |            |  |  |        |         |        |        |        |        |        |

## Verdetti
- Promozioni in Liga ACB: Ford Burgos e Club Ourense Baloncesto
- Retrocessioni in LEB Plata: Club Bàsquet Prat